# Nationalkoalition syrischer Revolutions- und Oppositionskräfte
Die Nationalkoalition syrischer Revolutions- und Oppositionskräfte (arabisch الائتلاف الوطني لقوى الثورة والمعارضة السورية, DMG al-iʾtilāf al-waṭanī li-qiwā ṯ-ṯawra wa-l-muʿāraḍa as-sūrīya), häufig zu Syrische Nationalkoalition verkürzt, ist ein Oppositionsbündnis im Syrischen Bürgerkrieg, das am 11. November 2012 in der katarischen Hauptstadt Doha gegründet wurde. Ziel des Bündnisses ist der Sturz von Präsident Baschar al-Assad.

## Zusammensetzung und Geschichte
Präsident der Nationalkoalition war bis Mai 2013 der moderate sunnitische Geistliche Moas al-Chatib. Zu den Vizepräsidenten der Koalition wurden der Unternehmer Riad Seif und die Aktivistin Suheir Atassi gewählt, die dem säkularen Lager zugerechnet werden. Moustapha Sabbagh wurde zum Generalsekretär gekürt.
Die insgesamt 60 Mitglieder der Syrischen Nationalkoalition (darunter zwei Frauen) zählen zu Organisationen wie dem Syrischen Nationalrat (22 Sitze), das bis dahin wichtigste Oppositionsbündnis. 40 Aktivisten wurden ins Gremium des Oppositionsblocks gewählt. Nicht alle der im Laufe des Aufstandes gegen das Assad-Regime in Erscheinung getretenen Oppositionsgruppen sind der Nationalkoalition beigetreten. Beispielsweise ist das Nationale Koordinationskomitee nicht vertreten.
Der konservative Regimekritiker Ghassan Hitto wurde am 18. März 2013 zum ersten Ministerpräsidenten der Übergangsregierung gewählt. Er übte diese Aufgabe bis zu seinem Rücktritt am 8. Juli 2013 aus.
Im April 2013 trat bereits al-Chatib als Präsident der Nationalkoalition zurück. Er sprach später von Einmischungen internationaler Akteure in die Arbeit des Bündnisses, was zumeist als Anspielung auf Katar und Saudi-Arabien verstanden wird.
Daraufhin wurden im Juli 2013 Ahmad al-Dscharba zum Präsidenten und Anas Al-Abdah zum Generalsekretär gewählt, am 14. September 2013 wurde Ahmed Tomeh Ministerpräsident der vorläufigen Exilregierung.
Am 31. Mai 2013 wurden 15 Repräsentanten der Freien Syrische Armee in die Koalition aufgenommen.
Ein Naheverhältnis der Nationalkoalition zu den Golfstaaten wird auch durch außenpolitische Statements nahegelegt, so bezeichnete sie die saudische Militärintervention im Jemen als "vernünftigen Schritt" und forderte umfassenderes Vorgehen gegen iranischen Einfluss in anderen Teilen der arabischen Welt.
Im April 2018 traten mit Georges Sabra, Suheir Atassi und Chaled Chodscha drei prominente Politiker aus der Nationalkoalition aus.
Im Jahr 2021 beschrieb der Politikwissenschaftler Malik al-Hafez vom Washington Institute for Near East Policy die Politik der Nationalkoalition als „Konsens zwischen den beiden größten Fraktionen in der Koalition“. Diese würden aufgrund einer Vereinbarung Stimmen, Einfluss und Gehälter untereinander aufteilen.

## Unterstützung und Ablehnung in Syrien
Die lokalen Koordinationskomitees unterstützen die Nationalkoalition. Die Muslimbruderschaft Syriens begrüßte ebenfalls die Einigung auf ein umfassenderes Oppositionsbündnis und bezeichnete die Bildung der Nationalkoalition als „positiven Schritt“.
In einer gemeinsamen Erklärung gaben 13 bis 14 radikale islamistische Gruppen, einschließlich der al-Nusra-Front, im November 2012 ihre Ablehnung der Nationalkoalition bekannt, da diese ein „konspiratives Projekt“ sei. Dies sei jedoch nicht die Meinung aller bewaffneter Regierungsgegner, sagte der Kommandant der Freien Syrischen Armee (FSA) in Aleppo, Abdel Jabbar al-Okaidi, der Militärrat der FSA stehe hinter der Nationalen Koalition.
Die kurdische Demokratische Unionspartei (PYD) gab bekannt, dass sie die Nationalkoalition nicht anerkennen werde.
Im August 2013 lehnte der Oberste Militärrat der FSA im Hinblick auf kürzlich zuvor erfolgte Giftgasangriffe in Damaskus, die Nationalkoalition als konspiratives und illegitimes Projekt ab.
Sie repräsentiere nicht die Menschen in Syrien, die eine angemessene Antwort auf die international geächteten eingesetzten Waffen erwartet haben, auch haben die arabischen Länder zu keinem Zeitpunkt angemessen reagiert, so Oberst Fateh Hassoun, stellvertretender Stabschef der FSA. Der Konflikt zwischen FSA und der Nationalkoalition konnte im Oktober 2013 beigelegt werden, der Oberste Militärrat erkannte letztere als die "zivile Autorität " der syrischen Opposition an.
Die von der Nationalkoalition eingerichtete Übergangsregierung wird von lokalen administrativen Gemeinderäten in oppositionell regierten Gebieten anerkannt. Diese betrieben oftmals Schulen und Spitäler im Namen der Nationalkoalition bzw. der Übergangsregierung. Im Dezember 2015 wurde die Free Aleppo University (FAU) mit Standorten in fünf syrischen Provinzen gegründet. Nach der Türkischen Militäroffensive in Nordsyrien 2016/17 plante die Übergangsregierung eine Verlegung ihres Hauptquartiers von der Türkei nach Jarablus. Ende 2017 erzwang Haiʾat Tahrir asch-Scham die Übernahme der zivilen Institutionen in Idlib durch die "Syrische Erlösungsregierung" anstelle der Übergangsregierung. 2019 musste auch die zivile Verwaltung der oppositionellen Gebiete in Aleppo und Hama an diese islamistische Regierung abgegeben werden.
Die von der Türkei gegründete Syrische Nationale Armee unterstützt die Übergangsregierung der Nationalkoalition.
Im Laufe des Jahres 2015 ist der Nationalkoalition mit den Demokratischen Kräften Syriens und ihrem politischen Arm, dem Demokratischen Rat Syriens, welche im Kontext der Föderation Nordsyrien – Rojava entstanden sind, ein kurdischer Rivale um die Vertretung syrischer Opposition erwachsen.

## Internationale Anerkennung

Karte der internationalen Anerkennung (grün) der Syrischen Nationalkoalition für
Opposition und Revolutionäre Kräfte (rot); hellgrün markierte Staaten unterstützen die Koalition auf andere Weise

Am 12. November 2012 gaben die Staaten des Golf-Kooperationsrates bekannt, dass sie die Nationalkoalition als die „legitime Vertretung des syrischen Volkes“ anerkennen.
Frankreich und die Türkei gaben am 13. und 15. November 2012 die Anerkennung der Koalition als „einzig legitime Vertretung des syrischen Volkes“ bekannt. Die Koalition benannte den der alawitischen Minderheit zugehörigen Diplomaten Monzer Makhous als ständigen Vertreter in Frankreich, der nach Bildung einer provisorischen Regierung zum Botschafter ernannt werden soll.
Am 20. November 2012 erkannte das Vereinigte Königreich die Nationalkoalition als „einzig legitime Vertretung des syrischen Volkes“ an.
Die Vereinigten Staaten von Amerika haben die Nationalkoalition am 11. Dezember 2012 als "die legitime Vertretung des Syrischen Volkes" anerkannt. Am darauffolgenden Tag haben bei einem Treffen der Freunde Syriens über 100 Länder, darunter auch Deutschland und Österreich, die Nationalkoalition als einzige legitime Vertretung des syrischen Volkes anerkannt.

## Personen

### Mitglieder im Gremium der Syrischen Nationalkoalition
Das Gremium der Syrischen Nationalkoalition hat etwa 60 Mitglieder:
| Name                         | Vertretung                                 | Rolle                           |
| ---------------------------- | ------------------------------------------ | ------------------------------- |
| Souheïr al Atassi            | Generalkommission der Syrischen Revolution | Kopf der Humanitärhilfe-Einheit |
| Omar Edelbi                  | Lokale Koordinationskomitees               |                                 |
| Ahmed Assi Dscharba          | Revolutionsrat Syrischer Clans             |                                 |
| Mohammed al-Sabouni          | Syrische Gelehrtenvereinigung              |                                 |
| Sadiq al-Azm                 | Syrischer Schriftstellerverband            |                                 |
| Moustapha Sabbagh            | Syrisches Businessforum                    |                                 |
| Alhareth al-Nabhan           | Bürgerbewegung                             |                                 |
| Haitham Maleh                | Rat Syrischer Revolutionstreuhänder        | Kopf des Rechtskomitees         |
| Bassam Yousef                | Ma'an-Allianz                              |                                 |
| Yehia Ghiqab                 | Syrischer Nationaldemokratischer Block     |                                 |
| Khaled Khouja                | Turkmenische Komponente                    |                                 |
| Ziyad al-Hasan               | Turkmenische Komponente                    |                                 |
| Huseïn al Abdallah           | Turkmenische Komponente                    |                                 |
| Abdel-Hakim Bachar           | Kurdischer Nationalrat (DPKS)              |                                 |
| Moustapha Oso                | Kurdischer Nationalrat                     |                                 |
| Mohammed Abdo Kado           | Kurdischer Nationalrat                     |                                 |
| Abdelilah Abdel-Mouïn Fahd   | Lokalrat von Homs                          |                                 |
| Moustapha Nawaf al-Ali       | Lokalrat von ar-Raqqa                      |                                 |
| Rima Fleïhan                 | Lokalrat von Sweida                        |                                 |
| Jawad Abou Hatab             | Lokalrat von Rif Dimaschq                  |                                 |
| Riyad al-Hasan               | Lokalrat von Deir ez-Zor                   |                                 |
| Mousa Mohammed Khalil        | Lokalrat von Quneitra                      |                                 |
| Moas al-Chatib               | Lokalrat von Damaskus                      |                                 |
| Ziyad Ghassan                | Lokalrat von Latakia                       |                                 |
| Mohammed Abdelsalam al-Sayed | Lokalrat von Tartus                        |                                 |
| Mohammed Qaddah              | Lokalrat von Dar'a                         |                                 |
| Adnan Rahmoun                | Lokalrat von Idlib                         |                                 |
| Jalal Khanji                 | Lokalrat von Aleppo                        |                                 |
| Salaheddin al-Hamwi          | Lokalrat von Hama                          |                                 |
| Mohammed Moustapha Mohammed  | Lokalrat von Hasaka                        |                                 |
| Khaled Abou Salah            | Nationale Persönlichkeit                   | Kopf des Medienkomitees         |
| Yehya Kurdi                  | Nationale Persönlichkeit                   |                                 |
| Ali Sadreddin al-Bajanuni    | Nationale Persönlichkeit                   |                                 |
| Abdelkarim Bakar             | Nationale Persönlichkeit                   |                                 |
| Nadschib al-Ghadban          | Nationale Persönlichkeit                   |                                 |
| Tawfiq Dounia                | Nationale Persönlichkeit                   |                                 |
| Ziyad Abou Hamdan            | Nationale Persönlichkeit                   |                                 |
| Kamal al-Labwani             | Nationale Persönlichkeit                   |                                 |
| Riad Seïf                    | Nationale Persönlichkeit                   | Präsident                       |
| Walid al-Bunni               | Nationale Persönlichkeit                   | Sprecher                        |
| Monzer Makhous               | Nationale Persönlichkeit                   | Gesandter in Frankreich         |
| Georges Sabra                | Syrischer Nationalrat                      | Übergangspräsident              |
| Abdelbaset Sieda             | Syrischer Nationalrat                      |                                 |
| Mohammed Farouk Tayfour      | Syrischer Nationalrat                      |                                 |
| Burhan Ghaliun               | Syrischer Nationalrat                      |                                 |
| Nazir al-Hakim               | Syrischer Nationalrat                      |                                 |
| Samir Nachar                 | Syrischer Nationalrat                      |                                 |
| Ahmed Ramadan                | Syrischer Nationalrat                      |                                 |
| Jamal al-Wared               | Syrischer Nationalrat                      |                                 |
| Huseïn al Sayyed             | Syrischer Nationalrat                      |                                 |
| Khaled Saleh                 | Syrischer Nationalrat                      | Kopf des Medienkomitees         |
| Hicham Marwah                | Syrischer Nationalrat                      |                                 |
| Abdulahad Astepho            | Syrischer Nationalrat                      |                                 |
| Salem al-Meslat              | Syrischer Nationalrat                      |                                 |
| Nadschati Tayara             | Syrischer Nationalrat                      |                                 |
| Bassam Isaac                 | Syrischer Nationalrat                      |                                 |
| Mouti al-Batin               | Syrischer Nationalrat                      |                                 |
| Khaled al-Naser              | Syrischer Nationalrat                      |                                 |
| Mohammed Sermini             | Syrischer Nationalrat                      |                                 |
| Louaï Safi                   | Syrischer Nationalrat                      |                                 |
| Mohammed Khodr Wali          | Syrischer Nationalrat                      |                                 |
| Hanan am Balchi              | Syrischer Nationalrat                      |                                 |
| Wasel al Choummari           | Syrischer Nationalrat                      |                                 |
| Michel Kilo                  | Syrische Demokratische Plattform           |                                 |
| Riyad Farid Hidschab         | Vertreter Syrischer Dissidenten            |                                 |

### Präsidenten
- Moas al-Chatib, Unabhängig, 11. November 2012 bis 22. April 2013
- Georges Sabra, Syrischer Nationalrat, 22. April bis 6. Juli 2013 (geschäftsführend)[35]
- Ahmad al-Dscharba, Syrischer Nationalrat, 6. Juli 2013 bis 9. Juli 2014
- Hadi al-Bahra, Unabhängig, 6. Juli 2014 bis 4. Jänner 2015
- Chaled Chodscha, Unabhängig, 5. Jänner 2015 bis 5. März 2016[36]
- Anas Al-Abdah, Syrischer Nationalrat, 5. März 2016 bis 6. Mai 2017[37]
- Riad Seif, Unabhängig, 6. Mai 2017 bis 6. Mai 2018
- Abdurrahman Mustafa, Unabhängig, 6. Mai 2018 bis 29. Juni 2019[38]
- Anas Al-Abdah, Syrischer Nationalrat, 29. Juni 2019 bis 12. Juli 2020[39]
- Naser al-Hariri, Independent Revolutionary Movement, 12. Juli 2020 bis 12. Juli 2021
- Salem al-Meslet, Syrian Council of Tribes and Clans, seit 12. Juli 2021[14]